# FIFA 12
FIFA 12 – gra komputerowa, będąca dziewiętnastą częścią piłkarskiej serii Electronic Arts FIFA. Produkowana jest przez studio EA Canada i została wydana w październiku 2011 roku na platformy Xbox 360, PlayStation 2, PlayStation 3, Wii, Microsoft Windows, Nintendo 3DS, PlayStation Portable. W FIFA 12 znajdą się setki drużyn klubowych i kilkadziesiąt drużyn narodowych, każda na oficjalnych licencjach.
W grze zaimplementowany został silnik Player Impact Engine. Odpowiada on przede wszystkim za realistyczne interakcje między graczami.
Wersja demonstracyjna gry została wydana 13 września 2011.

## Muzyka
- Alex Metric & Steve Angello (feat. Ian Brown) – Open Your Eyes (Original Mix)
- All Mankind – Break The Spell
- Architecture in Helsinki – Escapee
- Bloco Bleque (feat. Gabriel O Pensador) – So tem Jogador
- Chase & Status – No Problem
- Crystal Castles (feat. Robert Smith) – Not In Love
- CSS – Hits Me Like A Rock
- Cut Copy – Where I'm Going
- Digitalism – Circles
- DJ Raff – Latino & Proud
- El Guincho – Bombay (Fresh Touch Dub Mix)
- Empresarios – Sabor Tropical
- Foster The People – Call It What You Want
- GIVERS – Up Up Up
- Glasvegas – The World Is Yours
- Graffiti6 – Stare Into The Sun
- Grouplove – Colours (Captain Cuts Remix)
- The Japanese Popstars – Let Go feat. Green Velvet
- Kasabian – Switchblade Smiles
- La Vida Boheme – Buen Salvaje
- Little Dragon – Nightlight
- Macaco – Una Sola Voz
- Marteria – Verstrahlt (feat. Yasha)
- Monarchy – The Phoenix Alive (Kris Menace Mix)
- Pint Shot Riot – Twisted Soul
- Portugal. The Man – Got It All (This Can't Be Living Now)
- Rock Mafia – The Big Bang
- Spank Rock – Energy (Original Mix)
- The Chain Gang Of 1974 – Hold On
- The Hives – Thousand Answers
- The Medics – City
- The Naked and Famous – Punching in a Dream
- The Strokes – Machu Picchu
- The Ting Tings – Hands
- The Vaccines – Wreckin' Bar (Ra Ra Ra)
- Thievery Corporation – Stargazer
- Tittsworth & Alvin Risk – La Campana feat. Maluca
- TV on the Radio – Will Do
- Tying Tiffany – Drownin'